# Árpád Feszty
Árpád Feszty (Ógyalla, 21 dicembre 1856 – 1º giugno 1914) è stato un pittore ungherese.

## Biografia
Nato nella cittadina di Ógyalla, allora compresa nell'Ungheria e oggi ribattezza Hurbanovo, in Slovacchia, i suoi antenati erano di origine tedesca e il loro cognome originario era Rehrenbeck. Era il quinto figlio di Silvester Rehrenbeck (1819-1910), un proprietario terriero di Ógyalla, e di sua moglie Jozefa Linzmayer. Silvester fu elevato al rango di nobile dall'imperatore il 21 aprile 1887, momento da cui il padre cambiò il nome in Martosi Feszty (in tedesco Feszty von Martos). Feszty riprodusse perlopiù ritratti relativi alla storia e alla religione ungherese.

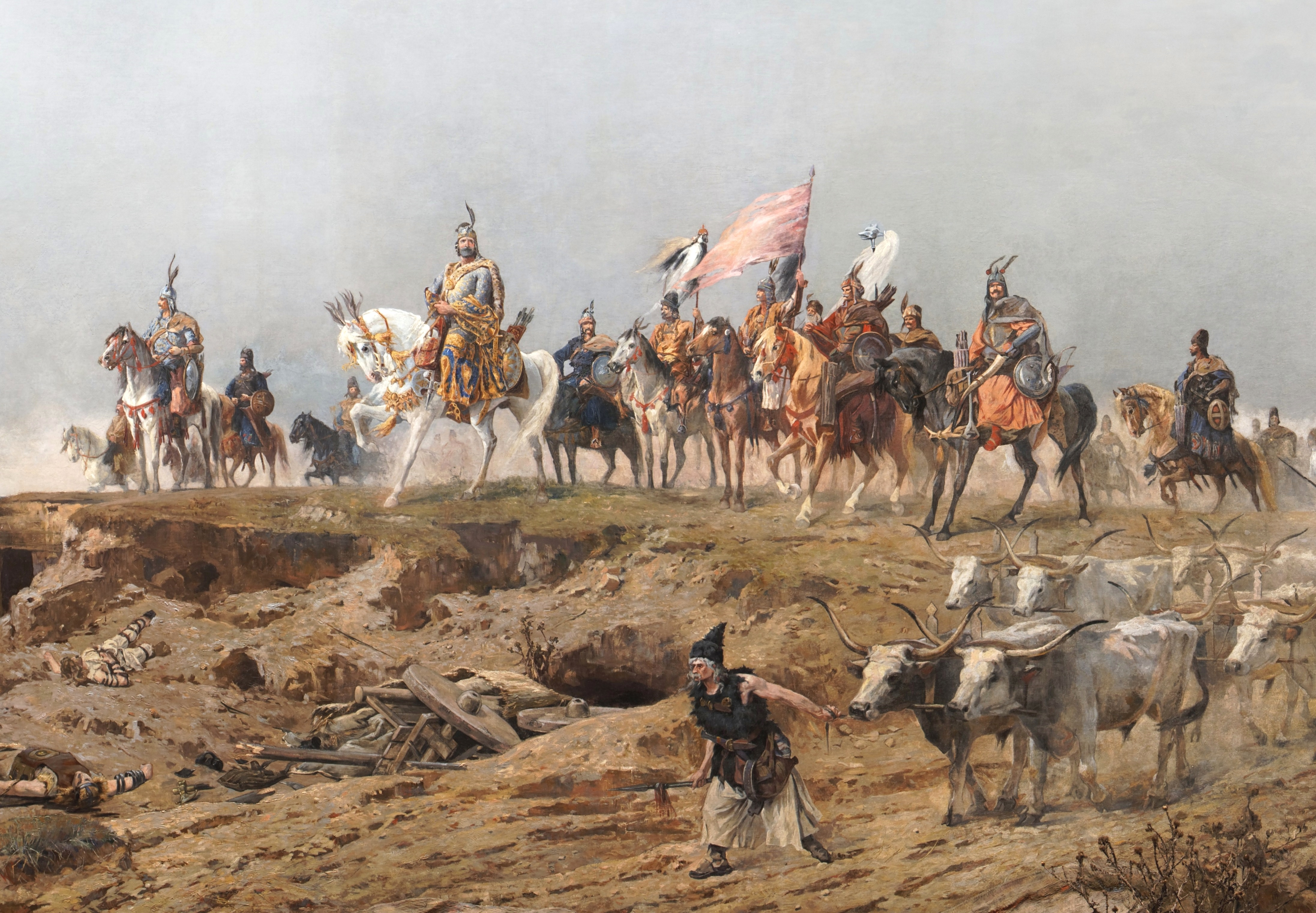
Dettaglio dell'Arrivo degli Ungheresi, realizzato da Árpád Feszty e da altri pittori. Si tratta di un ciclorama vasto 1800 m² e dipinto per celebrare il 1000º anniversario della conquista magiara del bacino dei Carpazi. È oggi conservato nel Parco nazionale storico commemorativo di Ópusztaszer

Feszty studiò a Monaco di Baviera dal 1874, trasferendo più tardi, nel 1880-1881, a Vienna. Dopo aver fatto ritorno in patria, divenne famoso per via dei suoi due lavori intitolati Golgota ("Calvario") e Bányaszerencsétlenség ("Incidente in una Cava"). La sua opera principale resta una nota opera dalle vaste dimensioni, l'Arrivo degli Ungheresi, nel quale si ritrae la conquista magiara del bacino dei Carpazi avvenuta nell'896. L'opera fu realizzata in vista del 1000º anniversario della conquista e, al fine di terminare il lavoro, il pittore si rivolse a numerosi altri artisti, inclusi Jenő Barcsay, Dániel Mihalik e László Mednyánszky. Nel corso dell'assedio di Budapest, avvenuto nel 1945 nell'ambito della seconda guerra mondiale, l'edificio in cui era custodito il ciclorama e la tela stessa subirono gravi danni. Fu soltanto nel 1995 che un gruppo di restauratori polacchi vinse l'appalto per un nuovo restauro e si apprestò ad apportare i ritocchi necessari.
L'artista magiaro visse a Firenze dal 1899 al 1902. Dopo aver fatto ritorno in Ungheria, si occupò di opere minori e affrontò difficoltà finanziarie dovute anche ai costi pagati per il ciclorama, considerando che sborsò complessivamente 10.000 fiorini per saldare ogni debito. La sua arte combinava tendenze accademiche e naturalistiche. Diverse delle sue opere sono esposte alla Galleria nazionale ungherese, situata a Budapest.
I suoi fratelli Adolf e Gyula Feszty furono entrambi noti architetti, così come sua figlia Masa (Mária), nota in quanto pittrice di paesaggi, ritratti e scene religiose. Tra gli altri, il suo ritratto dello scultore ungherese Ede Kallós è di proprietà della Galleria nazionale ungherese.